# 和平乡 (新龙县)
和平乡，是中华人民共和国四川省甘孜藏族自治州新龙县下辖的一个乡镇级行政单位。

## 行政区划
和平乡下辖以下地区：
竹青村、麻西村、拉鲁村、甲西村、日也村、日巴村和拉委村。